# Ново-Георгієвське
Ново-Гео́ргієвське (рос. Ново-Георгиевское) — село у складі Кічменгсько-Городецького району Вологодської області, Росія. Входить до складу Кічмензького сільського поселення.

## Населення
Населення — 6 осіб (2010; 10 у 2002).
Національний склад (станом на 2002 рік):
- росіяни — 100 %